# Nouna
Nouna ist sowohl eine Gemeinde (französisch commune urbaine) als auch ein dasselbe Gebiet umfassendes Departement im westafrikanischen Staat Burkina Faso in der Region Boucle du Mouhoun und der Provinz Kossi. Die Gemeinde hat in 66 Dörfern und sieben Sektoren des Hauptortes 70.010 Einwohner.
Nouna ist die Hauptstadt der Provinz Kossi und verfügt über einen Flugplatz mit der Kennung XNU. Der Fußballverein der Stadt heißt Réveil Club Nouna.